# ماركو أمبروزيني
ماركو أمبروزيني (بالإيطالية: Marco Ambrosini)‏ هو ملحن إيطالي، ولد في 17 يونيو 1964 في فورلي في إيطاليا.

## وصلات خارجية
- ماركو أمبروزيني على موقع ميوزك برينز (الإنجليزية)
- ماركو أمبروزيني على موقع ديسكوغز (الإنجليزية)